# Graphe complémentaire

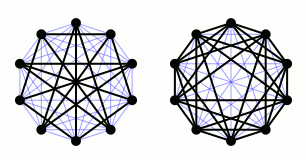
Le graphe de Petersen, à gauche et son complémentaire, à droite.

En théorie des graphes, le graphe complémentaire ou graphe inversé d'un graphe simple {\displaystyle G} est un graphe simple {\displaystyle H} ayant les mêmes sommets et tel que deux sommets distincts de {\displaystyle H} soient adjacents si et seulement s'ils ne sont pas adjacents dans {\displaystyle G}.
Le graphe complémentaire ne doit pas être confondu avec le complémentaire dans le sens de la théorie des ensembles. En effet, l'ensemble des sommets de G reste inchangé.

## Propriétés
- Le complémentaire du complémentaire est le graphe original.
- La somme d'un graphe et de son complémentaire est le graphe complet[1].
- Une clique dans un graphe est un ensemble indépendant dans son graphe complémentaire.
- Les graphes auto-complémentaires sont les graphes qui sont isomorphes à leur complémentaire.
- Les cographes sont définis notamment par une opération de complémentation.